# Culasi
Culasi ist eine philippinische Stadtgemeinde in der Provinz Antique. Sie hat 41.228 Einwohner (Zensus 1. August 2015). Der Küste der Gemeinde liegt Mararison Island und Batbatan Island, die beide beliebte Tauchgewässer sind. Weiter in der Sulusee liegt Maniguin Island.

## Baranggays
Culasi ist politisch unterteilt in 44 Baranggays.
| - Alojipan - Bagacay - Balac-balac - Magsaysay (Balua) - Batbatan Island - Batonan Norte - Batonan Sur - Bita - Bitadton Norte - Bitadton Sur - Buenavista - Buhi - Camancijan - Caridad - Carit-an | - Condes - Esperanza - Fe - Flores - Jalandoni - Janlagasi - Lamputong - Lipata - Malacañang - Malalison Island - Maniguin Island - Naba - Osorio - Paningayan - Centro Poblacion | - Centro Norte (Pob.) - Centro Sur (Pob.) - Salde - San Antonio - San Gregorio - San Juan - San Luis - San Pascual - San Vicente - Simbola - Tigbobolo - Tinabusan - Tomao - Valderama |